# Setor 2,5 da economia
O setor 2,5 da economia pode ser entendido como uma junção entre o modelo de empresa e organização social e as empresas que  fazem parte dele são conhecidas como negócios de impacto. Elas possuem seu foco voltado para impacto socioambiental positivo ou transformação social  e são organizações com fins lucrativos, ou seja, se encontram justamente no meio entre o segundo e terceiro setores (não é uma ONG, nem apenas uma empresa), por isso o setor é conhecido como 2,5. 
Apesar de muito antigo - com mais de 30 anos de existência - esse setor não era muito bem explorado pela mídia. Contudo, nos últimos anos ele tem sido mencionado com frequência, além dos negócios de impacto terem apresentado uma expansão. O lucro obtido com seu funcionamento é parcial ou totalmente reinvestido no próprio negócio, de acordo com o [1 SEBRAE] (Serviço Brasileiro de Apoio às Micro e Pequenas Empresas).

## Principais características
O setor 2,5 pode ser visto como uma oportunidade para empresas unirem seu propósito à sustentabilidade, prosperidade e impacto positivo na sociedade. As empresas que atuam nesse setor, não se encaixam no setor secundário, que transforma matéria-prima, extraídas e/ou produzidas pelo setor primário, em produtos de consumo; nem no setor terciário, que corresponde às atividades de comércio de bens e à prestação de serviços.
De acordo com um estudo conduzido pela Aliança pelos Investimentos e Negócios de Impacto em parceria técnica com a Pipe Social , espaço para divulgação de negócios de impacto social no Brasil - é possível identificar as seguintes características nos negócios de impacto: 
- Ter seu foco voltado para a resolução de um problema social e/ou ambiental
- Solução de impacto é a atividade principal do negócio
- Busca de retorno financeiro, operando pela lógica de mercado, mesmo que o lucro fique em segundo plano
- Compromisso com monitoramento do impacto gerado

Esses negócios fazem com que as empresas sejam promotoras dos objetivos de desenvolvimento sustentável da ONU, portanto suas ações se alinham aos 17 objetivos globais, estabelecidos através da Resolução 70/1 da Assembleia Geral das Nações Unidas: "Transformando o nosso mundo: a Agenda 2030 para o Desenvolvimento Sustentável". 
Os 17 objetivos e suas 169 metas específicas estão relacionados aos aspectos que cerceiam a vida humana (sociais, econômicos, políticos) e buscam satisfazer "as necessidades presentes, sem comprometer a capacidade das gerações futuras de suprir suas próprias necessidades" de acordo com o relatório Nosso Futuro Comum ou Relatório Brundtland. 

## Panorama atual
Esse setor da economia vêm crescendo nos últimos anos. Em 2017, a Pipe divulgou uma pesquisa que mapeou 579 negócios sociais, nas áreas de educação (38%), tecnologias verdes (23%), cidadania (12%), saúde (10%), cidades (8%) e finanças sociais (9%). Já em 2019, mais de mil empreendimentos foram mapeados no 2º Mapa de Negócios de Impacto Social e Ambiental, ainda de acordo com a Pipe Social. 
Algumas das instituições que se encaixam na categoria negócios de impacto são: 
- Instituto Dom Quixote: atua no desenvolvimento de soluções de impacto social para empresas
- Uffa: atua na área de Fintech
- Afroimpacto: atua na área desenvolvimento e empreendedorismo
- BioIn Biotecnologia: atua com Biotecnologia e Tecnologia da Informação para um controle de pragas agrícolas mais eficiente.